# Inhibidor de la recaptació de serotonina i noradrenalina
Els inhibidors (selectius) de la recaptació de serotonina i noradrenalina (IRSN o ISRSN) són una classe de fàrmacs antidepressius que s'usen en el tractament de la depressió major i altres trastorns anímics. De vegades s'utilitza també per tractar els trastorns d'ansietat, trastorn obsessivocompulsiu (TOC), en el trastorn per dèficit d'atenció amb hiperactivitat (TDAH), en el dolor neuropàtic crònic, en la fibromiàlgia, i per a l'alleugeriment dels símptomes de la menopausa. Els IRSN actuen augmentant els nivells de dos neurotransmissors en el cervell que se sap que tenen un paper important en l'estat d'ànim, la serotonina i la noradrenalina. Així es diferencien amb els més àmpliament utilitzats inhibidors selectius de la recaptació de serotonina (ISRS) que només actuen sobre la serotonina.

## Fàrmacs
Fàrmacs comercialitzats al mercat espanyol:
- Venlafaxina (EFG, Dislaven, Vandral, Dobupal, Zarelis)
- Duloxetina (EFG, Oxitril, Cymbalta, Dulotex, Dulvas, Xeristar)
- Desvenlafaxina (EFG, Pristiq, Exital)
- Atomoxetina (EFG, Atamax, Strattera)